# Daumants Lusa
Daumants Lusa (* 24. September 1992 in Cēsis) ist ein lettischer Biathlet.
Daumants Lusa startet für den Skiclub Cēsis. Er gab sein internationales Debüt im Rahmen der Biathlon-Juniorenweltmeisterschaften 2012 in Kontiolahti, wo er 58. des Einzels, 69. des Sprints und 17. im Staffelrennen wurde. Ein Jahr später wurde er in Obertilliach 73. des Einzels, 59. des Sprints und 54. der Verfolgung. Im weiteren Jahresverlauf nahm Lusa an den Juniorenrennen der Sommerbiathlon-Weltmeisterschaften 2013 in Forni Avoltri teil und belegte die Ränge 19 im Sprint und neun im Verfolgungsrennen.
Bei den Männern im Leistungsbereich bestritt Lusa seine ersten Rennen 2012 in Altenberg im IBU-Cup, wo er 77. des Einzels und 71. des Sprints wurde. Sein bestes Ergebnis in der Rennserie erreichte er 2014 als 59. eines Einzels in Obertilliach. Erste internationale Meisterschaften wurden die Sommerbiathlon-Weltmeisterschaften 2014 in Tjumen, wo Lusa 35. des Sprints, 34. der Verfolgung und mit Inga Paškovska, Žanna Juškāne und Rolands Pužulis Zehnter im Mixed-Staffelrennen wurde. In Oberhof bestritt er zu Beginn des Jahres 2015 mit dem Staffelrennen sein erstes Rennen im Biathlon-Weltcup und wurde an der Seite von Andrejs Rastorgujevs, Roberts Slotiņš und Rolands Pužulis 18. Eine Woche später sollte er in Ruhpolding sein erstes Einzelrennen, einen Sprint, laufen, startete aber nicht. Danach nahm Lusa an den Biathlon-Europameisterschaften 2015 in Otepää teil, wo er 87. des Einzels und mit Aleksandrs Patrijuks, Roberts Slotiņš und Toms Praulītis 16. mit der überrundeten Staffel wurde.

## Biathlon-Weltcup-Platzierungen
Die Tabelle zeigt alle Platzierungen (je nach Austragungsjahr einschließlich Olympische Spiele und Weltmeisterschaften).
- 1.–3. Platz: Anzahl der Podiumsplatzierungen
- Top 10: Anzahl der Platzierungen unter den ersten zehn (einschließlich Podium)
- Punkteränge: Anzahl der Platzierungen innerhalb der Punkteränge (einschließlich Podium und Top 10)
- Starts: Anzahl gelaufener Rennen in der jeweiligen Disziplin
- Staffel: inklusive Mixed- und Single-Mixed-Staffeln

| Platzierung | Einzel | Sprint | Verfolgung | Massenstart | Staffel | Gesamt |
| ----------- | ------ | ------ | ---------- | ----------- | ------- | ------ |
| 1. Platz    |        |        |            |             |         |        |
| 2. Platz    |        |        |            |             |         |        |
| 3. Platz    |        |        |            |             |         |        |
| Top 10      |        |        |            |             |         |        |
| Punkteränge |        |        |            |             | 18      | 18     |
| Starts      | 8      | 16     |            |             | 18      | 42     |